# Gewehr 43

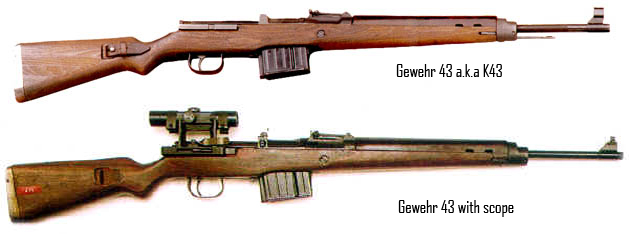
Gewehr 43

Gewehr 43 (Gew.43, Karabiner 43) — німецька самозарядна гвинтівка часів Другої світової війни, що є модифікацією попередньої гвинтівки Gewehr 41 зі зміненою газовідвідною системою, схожою з такою в радянської гвинтівки СВТ-40.
Gewehr 43 було розроблено в 1943 році, а в 1944 році перейменовано на Kar.43. До кінця війни цю гвинтівку виробляли в значних кількостях, а після війни вона деякий час перебувала на озброєнні армії Чехословаччини як снайперської гвинтівки.

## Gewehr 43 у масовій культурі

### У відеоіграх
- Call of Duty 2 - звичайна зброя, яка використовується німецькою армією. Гвинтівка має 10-ти зарядний магазин і середню віддачу.

- Call of Duty 3 - Gewehr 43 майже не змінився з часів Call of Duty 2, тільки зменшено урон.

- Call of Duty: World at War - У World at War карабін більш скорострільний і влучний, ніж в попередніх частинах, так само зменшена віддача.

- Call of Duty: Black Ops - Gewehr 43 доступний для покупки в стіни в виправлених зомбі-картах Call of Duty: World at War для видань Call of Duty: Black Ops і пакета Rezurrection Map для Hardened або Prestige.

- Call of Duty: WWII - Gewehr 43 був доданий в гру з подією Зимова облога 8 грудня 2017 року.

- Серія ігор Sniper Elite - ігровий варіант гвинтівки оснащений оптичним прицілом і використовує магазини на 7 патронів.
  - Sniper Elite
  - Sniper Elite V2
  - Sniper Elite III
  - Zombie Army Trilogy